# ۶۶۸ (قمری)
۶۶۸ (قمری)، ششصد و شصت و هشتمین سال در گاهشماری هجری قمری است. اول محرم این سال برابر با سیم اوت سال ۱۲۶۹ میلادی است.